# ...Nada como el sol
…Nada como el sol é um EP do cantor Sting, lançado em 1988.
Contém cinco faixas do álbum …Nothing Like the Sun cantadas em espanhol e português.
| Críticas profissionais                                                      | Críticas profissionais |
| Avaliações da crítica                                                       | Avaliações da crítica  |
| Fonte                                                                       | Avaliação              |
| --------------------------------------------------------------------------- | ---------------------- |
| allmusic                                                                    | [ 2 ]                  |
| Esta tabela precisa de ser acompanhada por texto em prosa. Consulte o guia. |                        |

## Faixas
Todas as faixas por Sting, exceto onde anotado.
| N.º | Título                             | Duração |  |
| 1.  | "Mariposa Libre" (Hendrix)         | 4:54    |  |
| 2.  | "Frágil"                           | 3:50    |  |
| 3.  | "Si Estamos Juntos"                | 4:16    |  |
| 4.  | "Ellas Danzan Solas (Cueca Solas)" | 7:17    |  |
| 5.  | "Fragilidad"                       | 3:52    |  |